# Буђоло (Комо)
Буђоло је насеље у Италији у округу Комо, региону Ломбардија.
Према процени из 2011. у насељу је живело 106 становника. Насеље се налази на надморској висини од 1065 м.